# Osbeckia ericoides
Osbeckia ericoides är en tvåhjärtbladig växtart som beskrevs av Reinier Cornelis Bakhuizen van den Brink. Osbeckia ericoides ingår i släktet Osbeckia och familjen Melastomataceae. I Catalogue of Life finns inga underarter listade.